# 申伯
申伯，生卒年不详，姜姓，西周时期申国首任君主。

## 生平
周宣王派方叔平定楚国后，为镇抚楚国等南方诸侯，周宣王命召穆公在谢（今河南省南阳市）建造住宅、宫室、宗庙及都邑，开辟土田，又命傅御将王舅申伯的亲属、家臣和私属迁居于此。周宣王还亲自前往郿（今陕西省眉县东北）为申伯践行，赐予他车马及玉圭，建立申国，作为镇抚南方的军事重镇，申伯成为申国的开国君主，此事迹记载于《诗经·大雅·嵩高》中。